# كيد ديفيس
كيد ديفيس (بالإنجليزية: Cade Davis)‏ مواليد 28 يونيو 1988 في أماريلو، هو لاعب كرة سلة محترف أمريكي بدأ مسيرته الاحترافية في سنة 2011 يلعب في الدوري الفنلندي لكرة السلة ويحمل الرقم 34. يبلغ طوله 6 قدم 5.75 بوصة (2.0 م).

## روابط خارجية
- كيد ديفيس على موقع الدوري الأوروبي لكرة السلة (الإنجليزية)
- كيد ديفيس على موقع كرة السلة الأوروبية.كوم (الإنجليزية)
- كيد ديفيس على موقع كلية كرة السلة في سبورتس رفرنس.كوم (الإنجليزية)
- كيد ديفيس على موقع ريلجم (الإنجليزية)
- كيد ديفيس على موقع بروبوليرز (الإنجليزية)
- كيد ديفيس على موقع سبورتس رفرنس (الإنجليزية)